# Domènec Matheu i Xicola
Domènec Matheu i Xicola (Mataró, 1765 - Buenos Aires, 1831) fou un pilot, comerciant i polític argentí d'origen català. Es va graduar de pilot naval a Barcelona. Juntament amb el seu germà Miquel, va obtenir un permís de la corona espanyola per a comerciar amb les colònies. Després de diversos viatges al Riu de la Plata es va radicar a Buenos Aires el 1793.
En 1806 i 1807, va lluitar contra els anglesos durant les Invasions angleses, allistant-se en la companyia de Voluntaris Urbans i va participar de la Reconquesta de Buenos Aires. Va donar suport políticament i financera als revolucionaris de Maig, assistint al Cabildo Obert del 22 de maig. Va Ser nomenat vocal de la Primera Junta de Govern, i després president de la Junta Gran, quan Cornelio Saavedra va viatjar al nord. Posteriorment va ser nomenat director d'una fàbrica d'armes. En 1817 es va retirar de la vida política.